# Kantongerecht Axel
Het kantongerecht Axel was van 1838 tot 1877 een van de kantongerechten in Nederland. Bij de oprichting was Axel het vierde kanton van het arrondissement Goes. Het kantongerecht was de opvolger van het voormalige vredegerecht van Axel. Het was een kantongerecht van de vierde klasse; de zittingen werden gehouden in het oude stadhuis van Axel.

## Het kanton
Kantons werden in Nederland ingevoerd in de Franse tijd. In ieder kanton zetelde een vrederechter. In 1838 werd deze vervangen door de kantonrechter. Het kanton Axel besloeg behalve de stad Axel een aantal gemeentes in oostelijk Zeeuws-Vlaanderen, te weten  Hoek, Koewacht, Overslag, Philippine, Sas van Gent, Terneuzen, Westdorpe, Zaamslag en Zuiddorpe. Het kanton maakte deel uit van het tweede arrondissement van Zeeland: het arrondissement Goes. 
Bij de eerste grote herindeling van gerechtsgebieden werd het kantongerecht Axel in 1877 opgeheven. De gemeentes Koewacht, Overslag en Zuiddorpe werden toegevoegd aan het kantongerecht Hulst, terwijl de andere gemeentes opgenomen werden in het nieuw opgerichte kantongerecht Terneuzen.

## Kantonrechters en griffiers van het kantongerecht te Axel in de periode 1838-1877
| Ambtsperiode | Kantonrechter                                    | Bijzonderheden                                                             |
| ------------ | ------------------------------------------------ | -------------------------------------------------------------------------- |
| 1838-1848    | Adrianus Jacobus Paulus (1775-1848)              | voorheen vrederechter te Axel, in functie overleden                        |
| 1848-1857    | mr Francois Nicolaas van Dam (1808-1857)         | voorheen kantonrechter te Kortgene, in functie overleden                   |
| 1858-1877    | mr Rudolf Hendrik Jacob Schmalhausen (1826-1896) | voorheen griffier van het kantongerecht te Nijkerk, op wachtgeld gesteld   |
| Ambtsperiode | Griffier                                         | Bijzonderheden                                                             |
| 1838-1877    | Martinus Henricus Telchuijs (1811-1883)          | voorheen substituut-griffier van de rechtbank te Goes, op wachgeld gesteld |